# Kansas City Royals
Kansas City Royals är en professionell basebollklubb i Kansas City i Missouri i USA som spelar i American League, en av de två ligorna i Major League Baseball (MLB). Klubbens hemmaarena är Kauffman Stadium.

## Historia
Klubben grundades 1969 när American League utökades med två nya klubbar (den andra var Seattle Pilots).
Klubben är den andra MLB-klubben från Kansas City. Kansas City Athletics spelade där 1955–1967 innan flytten till Oakland.
En av de bästa tredjebasmännen genom tiderna var George Brett, som spelade hela sin karriär för Kansas City Royals 1973–1993. Under hans tid nådde klubben stora framgångar med segrar i American League 1980 och 1985 och seger i World Series 1985.
Efter 1985 dröjde det dock ända till 2014 innan klubben kvalificerade sig för slutspelet igen. Väl där vann man åtta raka matcher och kvalificerade sig därigenom för World Series. Ingen annan klubb i MLB:s historia hade inlett ett slutspel med åtta raka segrar. Man lyckades dock inte förlänga sviten då man förlorade den första matchen i World Series mot San Francisco Giants. Efter en dramatisk matchserie förlorade Royals till slut World Series med 3–4 i matcher.
2015 satte Royals nytt klubbrekord i hemmapublik när supporter nummer 2 477 701 betalade entré den 9 september. Det gamla rekordet var från 1989. Samma säsong vann klubben sin division för första gången på 30 år och det var även första gången som man vann Central Division, som bildades 1994. Man gick till World Series för andra året i följd, men denna gång lyckades man vinna titeln efter 4–1 i matcher mot New York Mets.
Klubben såldes i november 2019 av den dåvarande ägaren David Glass till en grupp ledd av den lokala affärsmannen John Sherman för cirka en miljard dollar.

## Hemmaarena
Hemmaarena är Kauffman Stadium, invigd 1973. Dessförinnan spelade Royals i Municipal Stadium.

## Spelartrupp

### Aktiva
| Nr | Land                    | Pos | Namn              |
| -- | ----------------------- | --- | ----------------- |
| 24 | USA                     | P   | Amir Garrett      |
| 26 | USA                     | P   | Luke Weaver       |
| 36 | USA                     | P   | Anthony Misiewicz |
| 40 | USA                     | P   | Collin Snider     |
| 43 | Venezuela               | P   | Carlos Hernández  |
| 49 | USA                     | P   | Jonathan Heasley  |
| 50 | USA                     | P   | Kris Bubic        |
| 51 | USA                     | P   | Brady Singer      |
| 52 | USA                     | P   | Daniel Lynch      |
| 56 | USA                     | P   | Brad Keller       |
| 58 | USA                     | P   | Scott Barlow      |
| 65 | USA                     | P   | Dylan Coleman     |
| 74 | Dominikanska republiken | P   | José Cuas         |

| Nr | Land      | Pos | Namn              |
| -- | --------- | --- | ----------------- |
| 1  | USA       | C   | MJ Melendez       |
| 13 | Venezuela | C   | Salvador Pérez    |
| 48 | Venezuela | C   | Sebastian Rivero  |
| 7  | USA       | INF | Bobby Witt Jr     |
| 8  | USA       | INF | Nicky Lopez       |
| 17 | USA       | INF | Hunter Dozier     |
| 19 | USA       | INF | Michael Massey    |
| 32 | USA       | INF | Nick Pratto       |
| 66 | USA       | INF | Ryan O'Hearn      |
| 2  | USA       | OF  | Michael A. Taylor |
| 6  | USA       | OF  | Drew Waters       |
| 28 | USA       | OF  | Kyle Isbel        |
| 55 | USA       | OF  | Brent Rooker      |

### Skadade
| Nr | Land      | Pos | Namn          |
| -- | --------- | --- | ------------- |
| 23 | USA       | P   | Zack Greinke  |
| 45 | USA       | P   | Taylor Clarke |
| 53 | USA       | P   | Tyler Zuber   |
| 59 | USA       | P   | Jake Brentz   |
| 61 | Venezuela | P   | Ángel Zerpa   |

| Nr | Land                    | Pos | Namn               |
| -- | ----------------------- | --- | ------------------ |
| 63 | USA                     | P   | Josh Staumont      |
| 9  | USA                     | INF | Vinnie Pasquantino |
| 27 | Dominikanska republiken | INF | Adalberto Mondesí  |
| 14 | Venezuela               | OF  | Edward Olivares    |

## Fotogalleri

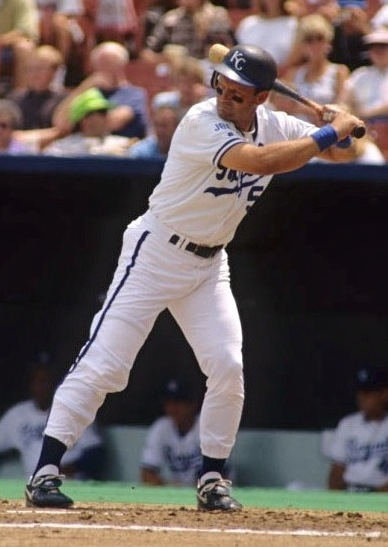
George Brett.
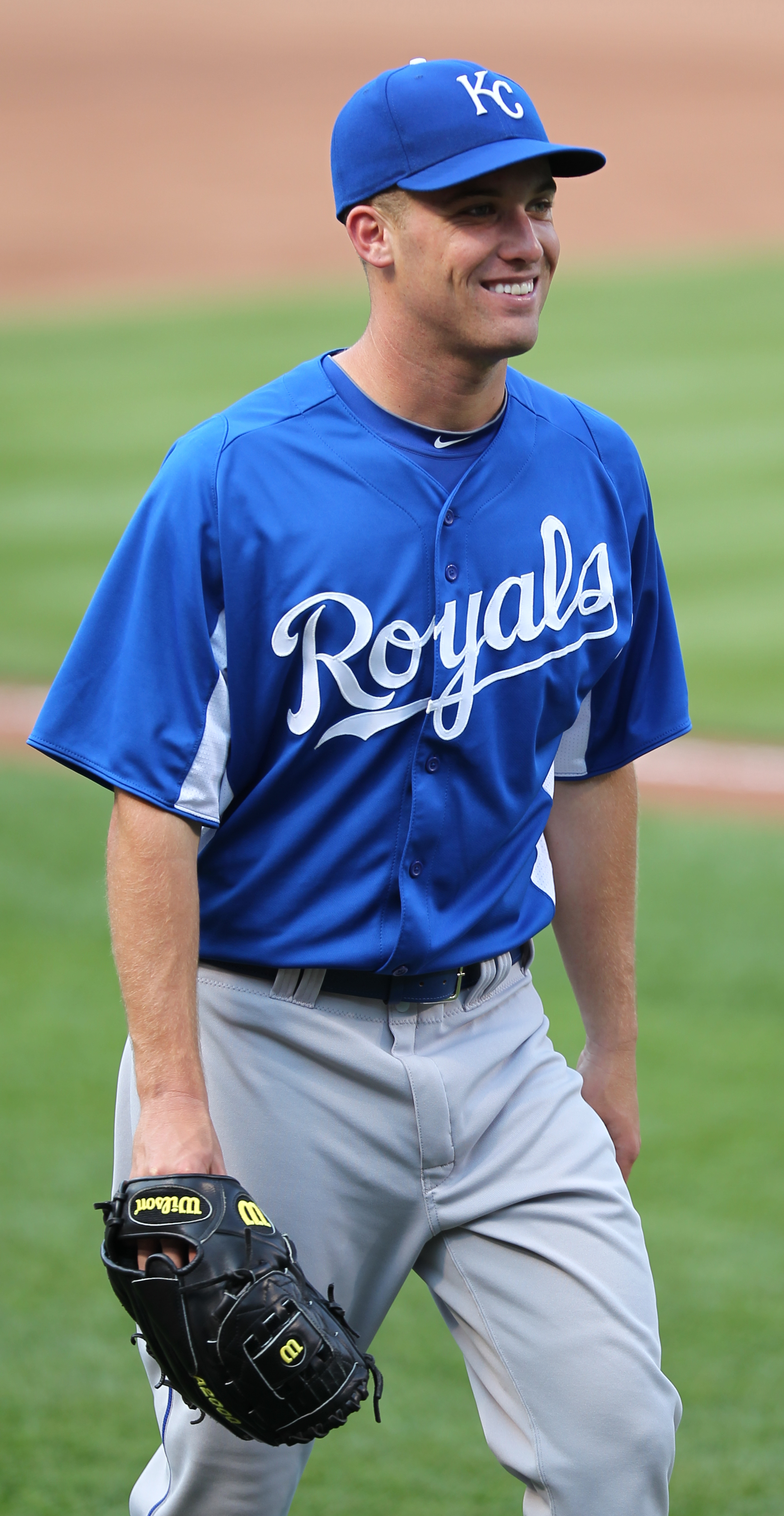
Danny Duffy.
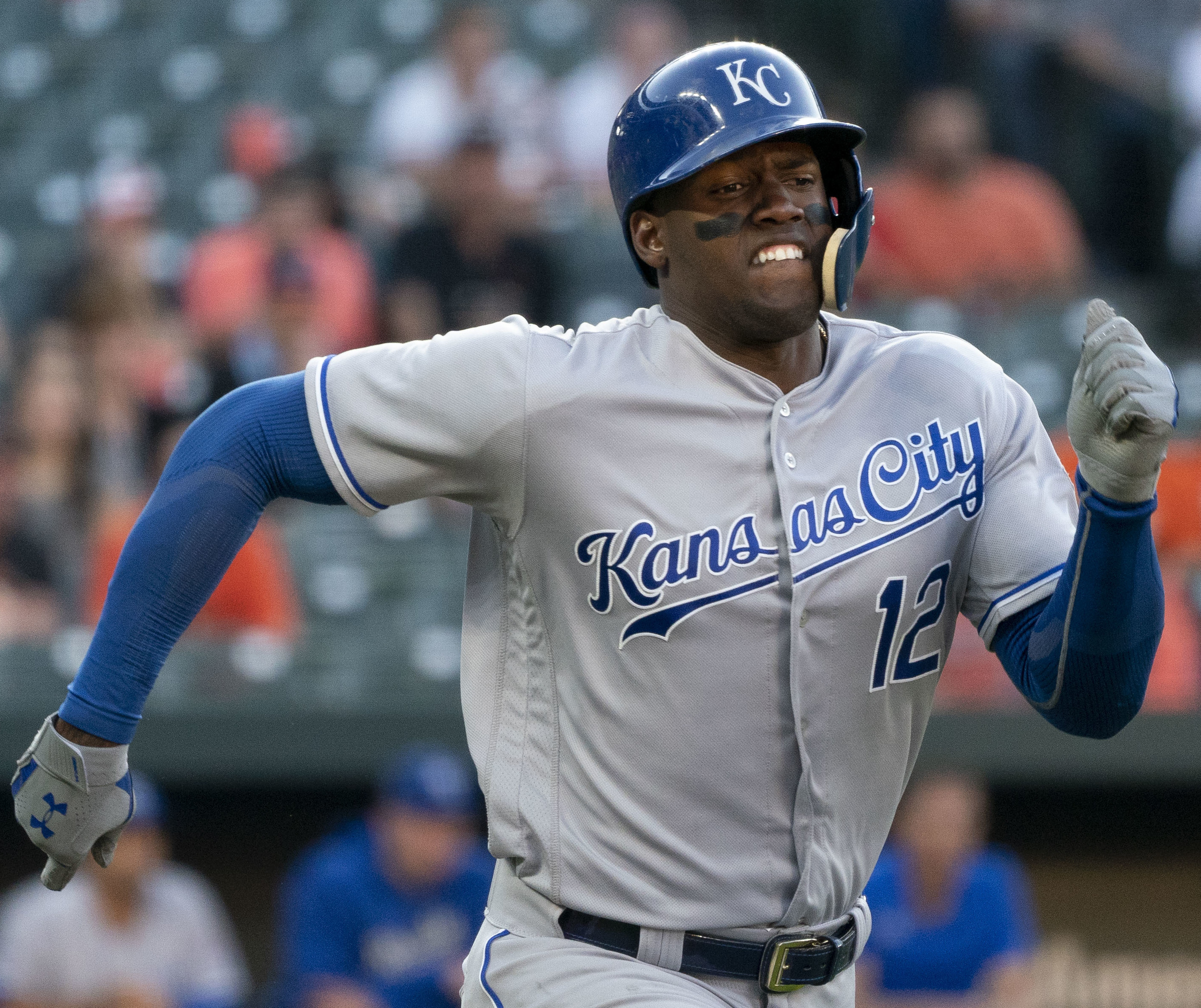
Jorge Soler.